# Cecil Haig
Cecil Henry Haig (Kensington, 16 de marzo de 1862-Monnington on Wye, 3 de marzo de 1947) fue un deportista británico que compitió en esgrima, especialista en la modalidad de espada. Participó en los Juegos Olímpicos de Londres 1908, obteniendo una medalla de plata en la prueba por equipos.

## Palmarés internacional
| Juegos Olímpicos | Juegos Olímpicos      | Juegos Olímpicos | Juegos Olímpicos   |
| Año              | Lugar                 | Medalla          | Prueba             |
| ---------------- | --------------------- | ---------------- | ------------------ |
| 1908             | Londres (Reino Unido) | Medalla de plata | Espada por equipos |